# François Lecointre (homme politique)
Ne doit pas être confondu avec François Lecointre (militaire).
Marie François Louis Lecointre, né le 8 septembre 1840 à Poitiers (Vienne) et mort le 14 novembre 1931 dans la même ville, est un homme politique français.

## Biographie

### Famille
François Lecointre est le fils de Louise Dupont (1813-1900) et Gabriel François Gérasime Lecointre (1809-1888) (dit Gérasime Lecointre-Dupont), historien et antiquaire, fondateur en 1834 de la Société des antiquaires de l'Ouest. Il est aussi le neveu de Charles Dupont, ancien député de la Vienne, le cousin germain d’Eugène Lecointre, historien et homme politique, qui deviendra maire d’Alençon, et sa cousine Marie Anne Lecointre (sœur d’Eugène) est l’épouse et la mère d’Émile Aymé de La Chevrelière et Jean-Marie Aymé de La Chevrelière qui furent députés des Deux-Sèvres.
Sa famille maternelle est poitevine et sa famille paternelle est d’origine normande. Il se marie le 19 juin 1865 à Poitiers avec Isabelle Rouil (1846-1930).
Par bref pontifical du 28 mai 1890, ses trois frères, son beau-frère et lui sont titrés comtes romains par le pape Léon XIII.
François et Isabelle sont les parents de quatre filles et deux garçons dont Raymond Lecointre (1873-1949) qui héritera de son titre de comte. Raymond, adhérent dès sa création du Bantam club français et éleveur, fixera la pictave (race de poule). François Lecointre est aussi l’oncle de Georges Lecointre (1888-1972), géologiste réputé.
Il est inhumé au cimetière Notre-Dame-des-Champs à Poitiers.

### Vie politique
Il est conseiller municipal de Poitiers et administrateur des hospices, puis maire d'Antran, et conseiller général du canton de Saint-Gervais-les-Trois-Clochers en 1880. Il est député de la Vienne de 1885 à 1889, siégeant à droite.

## Sources
- « François Lecointre », dans Adolphe Robert et Gaston Cougny, Dictionnaire des parlementaires français, Edgar Bourloton, 1889-1891 [détail de l’édition]
- « François Lecointre », dans le Dictionnaire des parlementaires français (1889-1940), sous la direction de Jean Jolly, PUF, 1960 [détail de l’édition]